# 1171 روسثاويليا
1711 روسثاويليا (بالإنجليزية: 1171 Rusthawelia)‏ تسميته المؤقتة (1930 TA)، هو كويكب ذو سطح داكن يقع في المنطقة الخارجية لحزام الكويكبات، يبلغ قطره تقريبا 72 كيلومتر (45 ميل). تم اكتشافه في 3 أكتوبر 1930، من قبل عالم الفلك البلجيكي سيلفاين أريند في المرصد الفلكي الملكي في بلجيكيا، وكان في الواقع عبارة عن إعادة اكتشاف غير ملحوظ لكويكب مفقود عرف بعد ذلك باسم «أديلايد» (بالإنجليزية: Adelaide)‏. سمي هذا الكويكب حينئذ باسم الشاعر الجورجي شوتا روستافيلي، وأعطي اسمه السابق لكويكب آخر والذي يعرف الآن باسم 525 أديلايد. روسثاويليا عبارة عن كويكب بدائي من النوع P تبلغ فترة تناوبه حوالي 11 ساعة.

## إعادة اكتشاف غير ملحوظ للكويكب المفقود
عندما اكتشف سيلفاين أريند روسثاويليا عام 1930، لم يدرك أنه في الواقع قد قام بإعادة اكتشاف كويكب مفقود منذ فترة طويلة وهو كويكب 525 أديلايد، والذي كان قد اكتشف قبل 26 عامًا باسم (A904 EB) من قبل عالم الفلك الألماني ماكس وولف في مرصد هايدلبرغ في آذار/مارس عام 1904، الذي لاحظ وجوده لفترة قصيرة خلال الكشف المتعارض قبل أن يتم فقدانه. أظهر عالم الفلك الفرنسي أندريه باتري بعد عدة عقود أن كلا الكويكبين اللذين اكتشفهما وولف وأريند كانا اكتشافا واحدًا ومتشابهًا أيضا.(مركز الكواكب الصغيرة.1831). تقرر وقتئذ أن يحتفظ هذا الكويكب بتسمية «1171 روسثاويليا»، وأخذ الاسم (525 أديلايد) ومنح لكويكب آخر (وهو 1908 EKa)، والمكتشف من قبل عالم الفلك الأمريكي جويل هاستينغز ميتكالف.
حدث التباس آخر عام 1929، قبل عام واحد من اكتشاف أرند، اعتقدت حينئذ عالمة الفلك الأمريكيو آنا سيويل يونغ أنها قد وجدت كويكب «أديلايد» المفقود منذ فترة طويلة، وفي الواقع كانت قد أخطأت حينئذ في فهمها لهذا الكويكب على أنه مذنب (31P / Schwassmann-Wachmann) والذي كان له انحراف مداري مشابه للغاية.

## المدار والتصنيف
روسثاويليا هو كويكب بدون عائلة يدور في المنطقة الخلفية لحزام الكويكبات الرئيسي. يدور حول الشمس في فجوة كيركوود للحزام الرئيسي على مسافة 2.6-3.8 وحدة فلكية مرة واحدة كل 5 سنوات و 8 أشهر (2,079 يوما بمحور شبه رئيسي يعادل 3.19 وحدة فلكية). لمداره شذوذ بمقدار (0.19) وزاوية ميل من (3°) بالنسبة لمسار الشمس. يبدأ قوس المراقبة عند A904EB في هايدلبرغ، عندما تم اكتشافه من قبل عالم الفلك الألماني ماكس وولف.

## الخصائص الفيزيائية
روسثاويليا هو كويكب بدائي ومظلم من النوع P، وفقا لبيانات مستكشف الأشعة تحت الحمراء عريض المجال وكذلك الأمر بالنسبة لتصنيف ثولن.

### فترة التناوب
في شهري تشرين الأول /أكتوبر وتشرين الثاني/ نوفمبر من عام 2003، تم الحصول على معلومات عن تناوبين للمنحنى الضوئي لكويكب روسثاويليا مصدرها الملاحظات الضوئية التي أجراها جون مينكي في مرصده في بارنزفيل، ميريلاند، ومجموعة من علماء الفلك الأميركيين.
أعطى تحليل المنحنى الضوئي فترتي تناوب محددتان بشكل جيد (10.80 ساعة) و (10.98 ساعة) باختلاف سطوع بلغ 0.31 مقدار و 0.26 مقدار. حصل عالم فلك فرنسي هاو اسمه رينيه روي في شبطا/فبراير عام 2005 على فترة ثالثة توافقت على 11.013 ساعة بسعة قدرها 0.26. منحنى ضوئي.

## القطر والبياض
وفقا للدراسات الاستقصائية التي أجراها القمر الصناعي الفلكي إراس باستخدام الأشعة تحت الحمراء والقمر الصناعي الياباني أكاري وبعثة NEOWISE لتلسكوب وايز التابع لوكالة ناسا، يبلغ قطر روسثاويليا بين 68.67 و82.23 كم ومعدل بياض سطحه بين 0.029 و0.04.
ويعتمد ارتباط المنحنيات الضوئية على النتائج التي حصل عليها إراس، أي أن درجة وضائته هي (0.0394) وقطره (70.13 كيلومترا ً) استناداً إلى القدر المطلق 9.90.

## التسمية
سُمي هذا الكويكب على اسم شاعر القرون الوسطى الجورجي شوتا روستافيلي (بالجورجية: შოთა რუსთაველი)، كما تم ذكر الاقتباس الرسمي للتسمية في أسماء الكويكبات ل بول هيرغيت عام 1955.